# Polyscias sambucifolia
Polyscias sambucifolia är en araliaväxtart som först beskrevs av Franz e Wilhelm Sieber och Dc., och fick sitt nu gällande namn av Hermann August Theodor Harms. Polyscias sambucifolia ingår i släktet Polyscias och familjen araliaväxter. Inga underarter finns listade.